# Bois-d'Arcy (Yonne)
Bois-d'Arcy és un municipi francès, situat al departament del Yonne i a la regió de Borgonya - Franc Comtat. L'any 2007 tenia 35 habitants.

## Demografia

### Població
El 2007 la població de fet de Bois-d'Arcy era de 35 persones. Hi havia 12 famílies, de les quals 4 eren parelles sense fills i 8 parelles amb fills.
La població ha evolucionat segons el següent gràfic:
Habitants censats

### Habitatges
El 2007 hi havia 27 habitatges, 13 eren l'habitatge principal de la família, 12 eren segones residències i 2 estaven desocupats. Tots els 27 habitatges eren cases. Dels 13 habitatges principals, 12 estaven ocupats pels seus propietaris i 1 estava cedit a títol gratuït; 1 tenia dues cambres, 2 en tenien tres, 4 en tenien quatre i 6 en tenien cinc o més. 12 habitatges disposaven pel capbaix d'una plaça de pàrquing. A 5 habitatges hi havia un automòbil i a 6 n'hi havia dos o més.

### Piràmide de població
La piràmide de població per edats i sexe el 2009 era:
| Homes | Edats   | Dones |
| ----- | ------- | ----- |
| 0     | 95 o +  | 0     |
| 0     | 90 a 94 | 0     |
| 0     | 85 a 89 | 0     |
| 0     | 80 a 84 | 0     |
| 0     | 75 a 79 | 0     |
| 0     | 70 a 74 | 4     |
| 4     | 65 a 69 | 0     |
| 0     | 60 a 64 | 4     |
| 0     | 55 a 59 | 0     |
| 0     | 50 a 54 | 0     |
| 0     | 45 a 49 | 0     |
| 4     | 40 a 44 | 4     |
| 0     | 35 a 39 | 4     |
| 4     | 30 a 34 | 0     |
| 0     | 25 a 29 | 0     |
| 0     | 20 a 24 | 0     |
| 8     | 15 a 19 | 0     |
| 4     | 10 a 14 | 0     |
| 0     | 5 a 9   | 4     |
| 0     | 0 a 4   | 0     |

## Economia
El 2007 la població en edat de treballar era de 21 persones, 17 eren actives i 4 eren inactives. De les 17 persones actives 14 estaven ocupades (7 homes i 7 dones) i 3 estaven aturades (2 homes i 1 dona). De les 4 persones inactives 2 estaven jubilades i 2 estaven estudiant.

## Poblacions més properes
El següent diagrama mostra les poblacions més properes.